# 장 부르갱
장 부르갱(프랑스어: Jean Bourgain, 1954년 2월 28일 ~ 2018년 12월 22일)은 벨기에의 수학자이다. 벨기에의 오스텐더에서 태어났고 브뤼셀 자유 대학교를 졸업했으며 프린스턴 고등연구소의 수학 교수로 재직하였다.
부르갱은 수학의 분야들인 해석학, 바나흐 공간의 기하학, 조화 해석학, 해석적 수론, 조합론, 에르고딕 이론, 편미분 방정식 등 많은 분야에서 업적을 남겼고, 많은 상을 수상하였다. 그 상들 중 1994년에 받은 필즈상이 가장 유명한 상이다.